# Leroy Anderson
Leroy Anderson (* 29. Juni 1908 in Cambridge, Massachusetts; † 18. Mai 1975 in Woodbury, Connecticut) war ein US-amerikanischer Komponist. Anderson wurde bekannt durch seine kurzen, originellen Konzertstücke, die er ab 1936 auf Anregung von Arthur Fiedler für das Boston Pops Orchestra komponierte.

## Leben
Der Sohn schwedischer Eltern erhielt bereits als Kind Klavierunterricht von seiner Mutter, einer Organistin. 1919 fing er am New England Conservatory of Music mit Klavier- und Musikunterricht an.
An der Harvard University studierte Anderson Harmonielehre bei Walter Spalding, Kontrapunkt bei Edward Ballantine, Kanon und Fuge bei William C. Heilman und Orchestrierung bei Edward Burlingame Hill und Walter Piston. 1929 erwarb er einen Bachelor of Arts magna cum laude und wurde zum Mitglied von Phi Beta Kappa gewählt. 1930 erwarb er einen Master of Arts in Musik. An der Harvard University Graduate School studierte er Komposition bei Walter Piston und George Enescu; Orgel und Kontrabass lernte er bei Musikern des Boston Symphony Orchestra wie Henry Gideon und Gaston Dufresne.
In den frühen 1930er Jahren setzte er sein Studium an der Harvard University mit dem Ziel der Promotion in Deutsch und skandinavischen Sprachen fort. Gleichzeitig war er als Musiktutor am Radcliffe College tätig. Schließlich beherrschte er neben dem Schwedisch und Englisch seiner Kindheit Dänisch, Norwegisch, Isländisch, Deutsch, Französisch, Italienisch und Portugiesisch.
Während des Zweiten Weltkriegs arbeitete Anderson als Hauptmann im Verteidigungsministerium der Vereinigten Staaten.
Die Aufnahmen seiner Werke waren große kommerzielle Erfolge. Blue Tango war die erste Instrumentalaufnahme, die sich eine Million Mal verkaufte und für die er seine erste Goldene Schallplatte bekam. Die Single erreichte 1951 in den US-Charts Platz 1 und wurde 38 Wochen lang in der Hitparade notiert.
In verschiedenen von Andersons Musikstücken tauchen immer wieder ungewöhnliche Instrumentationen oder „Instrumente“ auf. So wurde in Sandpaper Ballet Sandpapier eingesetzt, in The Typewriter eine Schreibmaschine, in Sleigh Ride Schlittenglocken, in The Phantom Regiment Pferdegewieher, in The Waltzing Cat imitiert das Orchester das Miauen von Katzen und in The Syncopated Clock eine Standuhr. The Syncopated Clock wurde schon 1950 vom Fernsehsender WCBS als Titelthema für die Sendung The Late Show ausgewählt. Der Titel war Andersons erster Hitparadenerfolg und erreichte im Frühjahr 1951 Platz 12 der US-Singles-Charts.
Von 1957 bis 1967 wurde der Instrumentaltitel Belle of the Ball von Radio Luxemburg als Erkennungsmelodie verwendet. 1958 vertonte Anderson das Märchen Goldilocks, zu dem er 18 Musikstücke schrieb. Das Musical lief vom 11. Oktober 1958 in 161 Vorstellungen bis zum 28. Februar 1959 am Broadway-Theater im Lunt-Fontanne Theatre und brachte den Schauspielern Russell Nype als bestem Schauspieler und Pat Stanley als bester Schauspielerin einen Tony Award ein.
Verschiedene von Andersons Werken wurden auch in Film und Fernsehen eingesetzt:
- Der Ladenhüter (Who’s Minding the Store), 1963, mit Jerry Lewis (The Typewriter)
- Büro, Büro, 1983, Fernsehserie von Reinhard Schwabenitzky (The Typewriter)
- Schlaflos in Seattle, 1993 (Sleigh Ride)

Der Titel Sleigh Ride entwickelte sich im Laufe der Zeit zu einem instrumentalen Weihnachtsstück, obwohl er eigentlich nur eine Fahrt durch eine Winterlandschaft tonmalerisch darstellen sollte.

## Werke (Auszug)
(alphabetische Sortierung)
- Alma Mater (1954)
- Arietta (1962)
- Balladette (1962)
- Belle of the Ball (1951)
- Birthday Party (1970)
- Blue Tango (1951)
- Bugler’s Holiday (1954)
- Cambridge Centennial March of Industry (1946)
- The Captains and the Kings (1962)
- Chatterbox (1966)
- Chicken Reel (1946)
- China Doll (1951)
- A Christmas Festival (1950, 9:00)
- A Christmas Festival (1952, 5:45)
- Clarinet Candy (1962)
- Classical Jukebox (1950)
- Concerto in C Major for Piano and Orchestra (Pianokonzert in C-Dur, 1953)
- The Cowboy and His Horse (1966)
- Do You Think That Love Is Here To Stay? (1935)
- Easter Song (194_)
- Fiddle-Faddle (1947)
- The First Day of Spring (1954)
- Forgotten Dreams (1954)
- The Girl in Satin (1953)
- The Golden Years (1962)
- Goldilocks, Musical (1958)
  - Goldilocks Overture
  - Come to Me
  - Guess Who
  - Heart of Stone (Pyramid Dance)
  - He’ll Never Stray
  - Hello
  - If I Can’t Take it With Me
  - I Never Know When to Say When
  - Lady in Waiting
  - Lazy Moon
  - Little Girls
  - My Last Spring
  - Save a Kiss (1958)
  - Shall I Take My Heart and Go?
  - Tag-a-long Kid
  - The Pussy Foot
  - Town House Maxixe
  - Who’s Been Sitting in My Chair?
- Governor Bradford March (1948)
- Harvard Fantasy (1936)
- Hens and Chickens (1966)
- Home Stretch (1962)
- Horse and Buggy (1951)
- The Irish Suite (1947 + 1949)
  - The Irish Washerwoman (1947)
  - The Minstrel Boy (1947)
  - The Rakes of Mallow (1947)
  - The Wearing of the Green (1949)
  - The Last Rose of Summer (1947)
  - The Girl I Left Behind Me (1949)
- Jazz Legato (1938)
- Jazz Pizzicato (1938)
- Love May Come and Love May Go (1935)
- Lullaby of the Drums (1970)
- March of the Two Left Feet (1970)
- Melody on Two Notes (1966)
- Mother’s Whistler (1940)
- The Music in My Heart (1935)
- An Old Fashioned Song (196_)
- Old MacDonald Had a Farm (1947)
- The Penny Whistle Song (1951)
- The Phantom Regiment (1951)
- Piece for Rolf (1961)
- Plink, Plank, Plunk! (1951)
- Promenade (1945)
- Sandpaper Ballet (1954)
- Saraband (1948)
- Scottish Suite (1954)
  - The Bluebells of Scotland
  - Turn Ye To Me
- Second Regiment Connecticut National Guard March (1973)
- Serenata (1947)
- Sleigh Ride (1948)
- Song of Jupiter (1951)
- Song of the Bells (1953)
- Suite of Carols for Strings (1955)
- Suite of Carols for Brass (1955)
- Suite of Carols for Woodwinds (1955)
- Summer Skies (1953)
- The Syncopated Clock (1945)
- Ticonderoga March (1939)
- To a Wild Rose (1970) (Edward MacDowell)
- A Trumpeter’s Lullaby (1949)
- The Typewriter (1950)
- Waltz Around the Scale (1970)
- The Waltzing Cat (1950)
- Wedding March for Jane and Peter (1972)
- What’s the Use of Love? (1935)
- The Whistling Kettle (1966)
- Woodbury Fanfare (1959)
- You Can Always Tell a Harvard Man (1962)

## Diskographie
Aufnahmen vom Komponisten (Nordamerika)
- Leroy Anderson’s Irish Suite (Decca DL 4050; 1952)
- Leroy Anderson conducts Blue Tango and other Favorites (Decca DL 8121; 1958)
- A Christmas Festival (Decca DL 78925 (s); 1959)
- Leroy Anderson Conducts Leroy Anderson (Decca DL 78865 (s); 1959)
- Leroy Anderson Conducts His Music (Decca DL 78954 (s); 1960)
- The New Music of Leroy Anderson (Decca DL 74335 (s); 1962)
- The Leroy Anderson Collection (Digitally remastered from original Decca analog recordings) (MCA Classics MCAD2-9815-A&B; 1988)
- The Best of Leroy Anderson: Sleigh Ride (Digitally remastered from original Decca analog master recordings) (MCA Classics MCAD -11710; 1997)

## Veröffentlichte Notenbücher
- Leroy Anderson At The Piano – Complete Works For Solo Piano. Alfred Publishing, 2008, ISBN 0-7390-4663-2. (Notensammlung)
- The Leroy Anderson Songbook – Vocal Works by Leroy Anderson. Alfred Publishing, 2008, ISBN 0-7390-5046-X. (Notensammlung)

## Ehrungen und Auszeichnungen
- Für die Komposition Blue Tango bekam er die Goldene Schallplatte im Jahr 1952.
- Goldman Memorial Citation der American Bandmasters Association am 10. März 1966.[5]
- Ehrendoktor (Ph.D.) der Portia Law School in Boston im Juni 1971.
- Ehrendoktor (Ph.D.) am Western New England College, in Springfield, Massachusetts im Mai 1974.
- Ein Stern am Hollywood Walk of Fame 1976.[6]
- Aufnahme in die Songwriters Hall of Fame 1988.[7]
- In seiner Heimatstadt Cambridge, Massachusetts, wurde der Leroy Anderson Square am 31. Mai 2003 eingeweiht.[8]

## Bibliografie

### Englisch
Bücher
- Burgess Speed, Eleanor Anderson, Steve Metcalf: Leroy Anderson: A Bio-Bibliography (Praeger, 2004) ISBN 0-313-32176-0.
- Howard Pollack: Harvard Composers – Walter Piston and his Students S. 20–40, (The Scarecrow Press, 1992) ISBN 0-8108-2493-0.
- Edward Jablonski: The Encyclopedia of American Music (Doubleday & Co., Inc. 1981) ISBN 0-385-08088-3.
- George McCue: Music in American Society 1776–1976 S. 46. (Transaction Books., 1977) ISBN 978-0-87855-634-2.
- Christopher Pavlakis: The American Music Handbook (MacMillan Publishing Co., Inc., 1974) ISBN 0-385-08088-3.
- David Ewen: Popular American Composers – from Revolutionary Times to the Present (H.W. Wilson Co., 1962).
- Jan-Erik Ander, Jeremy Lamb (Übersetzer): New Sweden 1638–1988 (Swedish National Committee for New Sweden '88, 1992) ISBN 91-7176-146-2.
- Steven Ledbetter: 100 Years of the Boston Pops (Boston Symphony Orchestra, Inc., 1985).

Zeitschriften
- Joseph Smith: Leroy Anderson - Scandinavian Review (American-Scandinavian Foundation, 2009).
- Eliot Spalding: Vita: Leroy Anderson (Harvard Review, 1993).
- Janet Frank: Syncopated Clock, Indeed! (The American Scholar – Phi Beta Kappa Society, 2008).
- Jane Anderson Vercelli: Composer Leroy Anderson: Cambridge Born and Bred (The Newetowne Chronicle – Cambridge Historical Society, 2008).
- Joanne Kaufmann: Leroy Anderson: Tuneful Blade Runner (Wall Street Journal, 1995).
- Anthony Tommasini: Tuneful Gems from a Master: Leroy Anderson (New York Times, 1996).
- Frederick Fennell: Music by Leroy Anderson (The Instrumentalist, 1990).
- Anders Neumueller, editor: Leroy Anderson (Swedish Press Society, 1994).
- Andrew & Martha Sherman, editors: Annual Report dedication to Leroy Anderson (Town of Woodbury, 2008).

### Deutsch
- Hans-Walter Berg: Leroy Anderson: ein Meister der Miniatur; Buchloe, Germany; S. 53–79. (Referate und Analysen) (Neue Blasmusik, 1992).

### Schwedisch
- Svea: Svenskättling Berömd Amerikansk Kompositör; Worcester, Massachusetts USA; (Svea Publishing Company, November 10, 1949).
- Norra Strö Hembygdsförening: Norra Strö: Bygden och Folket (Norra Strö Hembygdsförening, 2009)  – Dokumentation von Leroy Anderson Eltern Geburtsorte in Schweden.
- Carin Dohlman: Leroy Andersons Julmusik; Wellesley, Massachusetts USA; (Gult och Blatt i Boston-New England, 2009).